# Суд присяжных во Франции

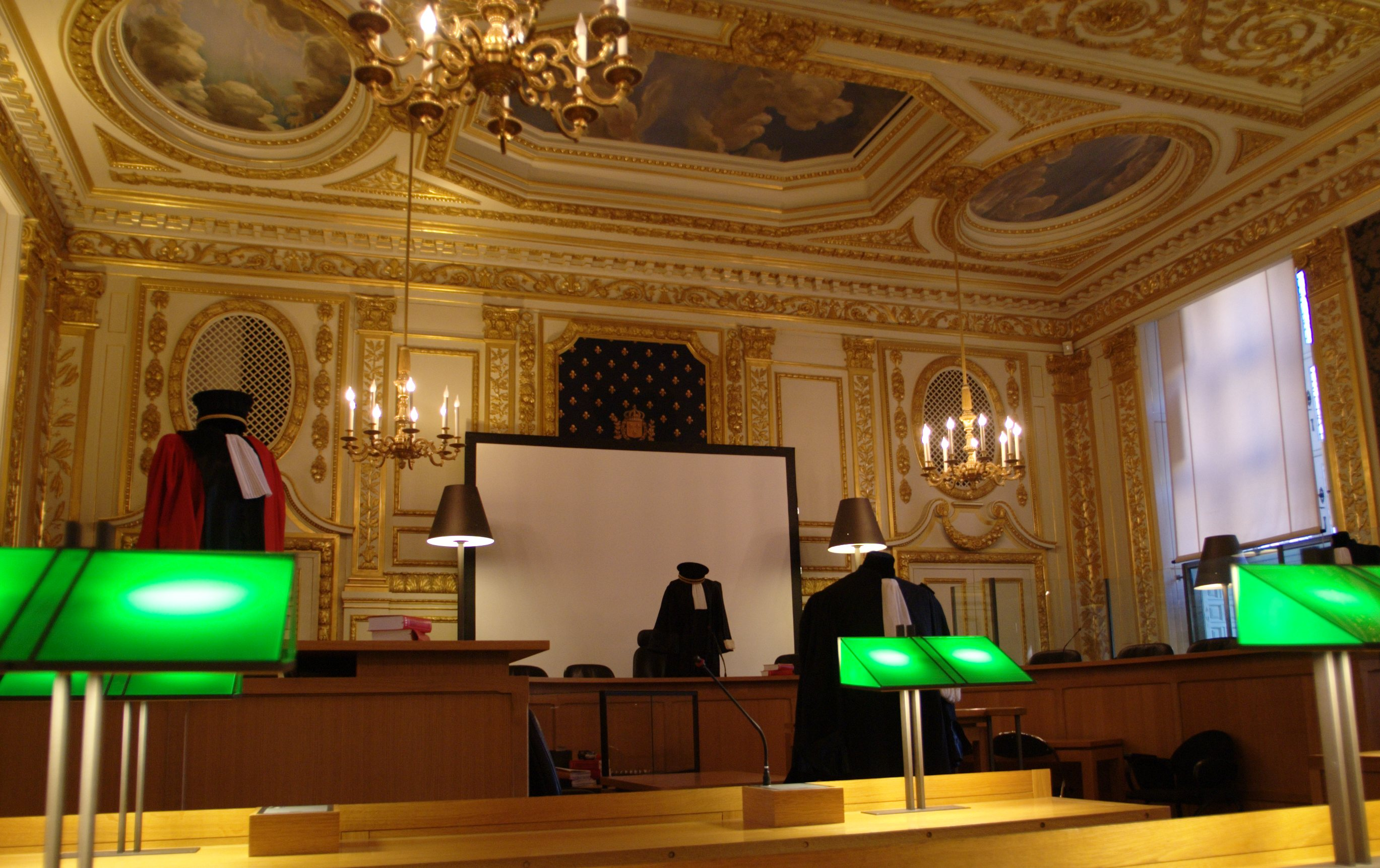
Зал присяжных в Ренне с манекенами на местах участников судебного процесса

Суд прися́жных во Фра́нции (фр. Cour d'assises) — форма уголовного судопроизводства, введённая во Франции в 1790-е годы. Суд присяжных до 1942 года функционировал во Франции в составе двух параллельно работавших коллегий: профессиональных судей и 12 присяжных. При этом присяжные самостоятельно выносили немотивированный вердикт о виновности, а профессиональные судьи определяли наказание. Оправдательный приговор, постановленный на основании вердикта присяжных не мог быть обжалован. Обвинительный приговор мог быть обжалован в кассационный суд, который имел право его отменить и передать дело на новое судебное рассмотрение в другой суд присяжных. Государственное обвинение, опасаясь оправдания подсудимого, часто заключало с подсудимым сделку, переквалифицируя обвинение на более мягкую статью, которая была неподсудна суду присяжных. Постепенно присяжных наделили полномочиями участвовать также в обсуждении вопроса о назначении наказания.
В период режима Виши в 1941 году суд присяжных был существенно реформирован: коллегии были включены профессиональные судьи, что привело к резкому сокращению доли оправдательных вердиктов. После падения режима Виши количество присяжных в коллегии было увеличено, но профессиональные судьи в коллегии остались. В 1980-е — 1990-е годы из компетенции судов присяжных был изъят ряд дел. Под влиянием ЕСПЧ во Франции были созданы апелляционные суды присяжных (с правом рассматривать апелляции как на обвинительные, так и на оправдательные приговоры), а присяжных обязали выносить мотивированные обвинительные приговоры. К 2019 году в ведении судов присяжных остались только некоторые уголовные преступления, максимальное наказание за которых не превышает 10 лет лишения свободы, а число ежегодно рассматриваемых судами присяжных дел составляло около 3 тысяч в год. В 2021 году во Франции была начата реформа, которая предусматривала в порядке эксперимента передачу уголовных дел (по которым максимальное наказание не превышает 30 лет лишения свободы) в специально созданные суды департаментов.

## Понятие
Во Франции суд, где работают присяжные, в целом называется фр. «cour d’assises», он включает в себя профессиональных судей и присяжных — «жюри» (фр. «jury»). Длительное время в ходе судебного слушания обе коллегии работали параллельно в рамках одного уголовного дела: «жюри» выносило решение о виновности, а профессиональные судьи назначали наказание. Однако с 1942 года профессиональные судьи и присяжные стали выносить решения совместно. В результате, в русскоязычной литературе «cour d’assises» стало обозначать суд присяжных. В русскоязычной литературе суд присяжных также называется «судом с участием присяжных заседателей».

## История суда присяжных во Франции

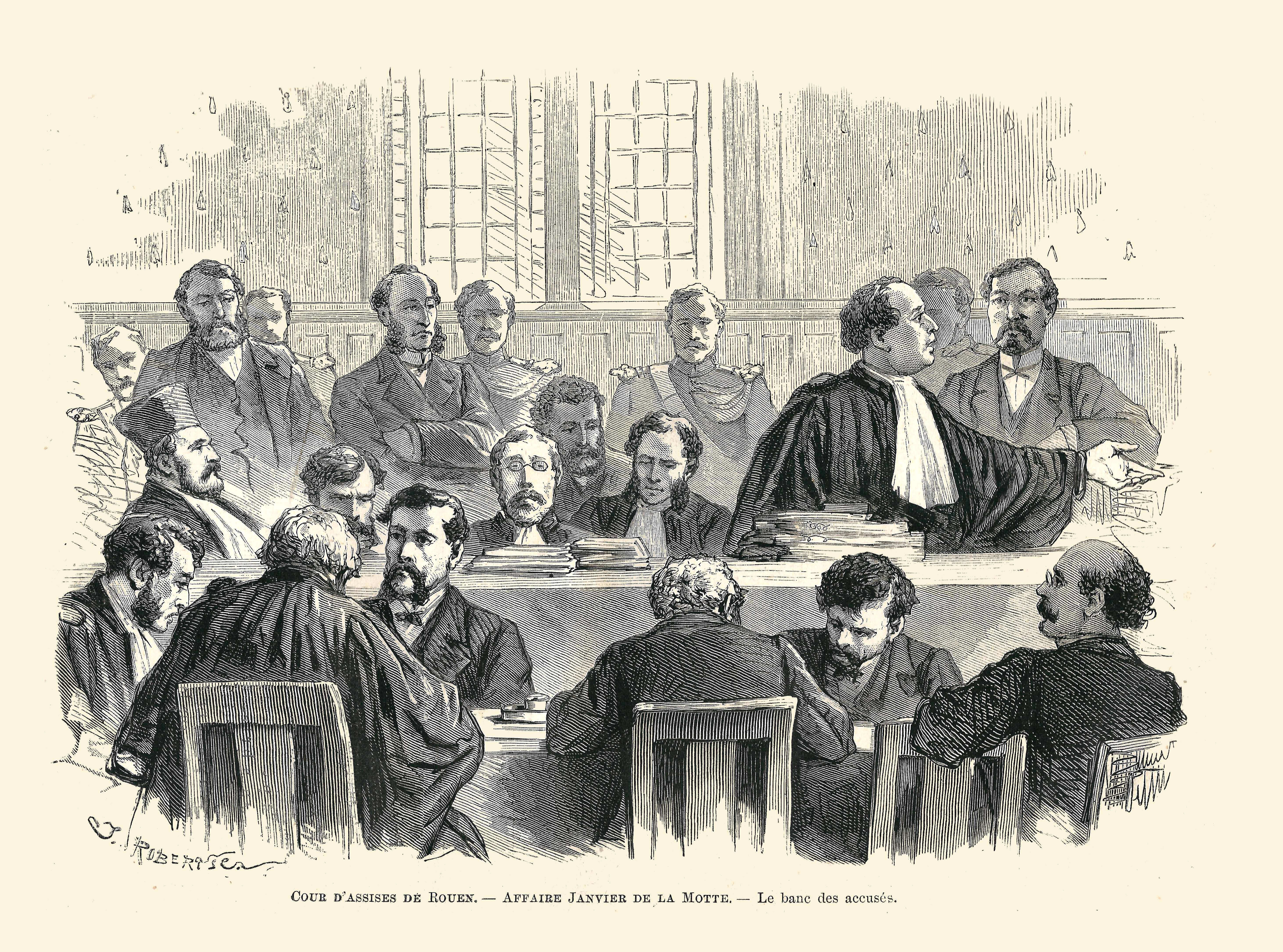
Скамья присяжных во время рассмотрения дела Эжена Жанвье-де-ла-Мотта, суд присяжных в Руане в январе 1872 года

Суд присяжных пережил во Франции длительное развитие. В период Французской революции суд присяжных возник, но в период революционного террора, его полномочия были фактически урезаны. Уголовно-процессуальный кодекс 1808 года установил, что присяжные рассматривают только вопрос о виновности подсудимого. С 1830-х годов было введено тайное голосование присяжных, а также дано им право признавать подсудимого заслуживающего снисхождения. Конец XIX — начало XX веков стало временем всемогущества присяжных, которые могли оправдать любого подсудимого и их оправдательный вердикт не мог быть отменён. В 1930-е годы присяжные стали участвовать в обсуждении вопроса о наказании подсудимого. Реформа суда присяжных, проведённая правительством Виши, ввела совместное вынесение приговоров присяжными и профессиональными судьями, что привело к резкому сокращению доли оправдательных приговоров. В 1980—1990-е годы из ведения присяжных был изъят ряд дел, а также были введены апелляционные суды присяжных. В дальнейшем власти Франции шли по пути урезания полномочий судов присяжных — их обязали выносить мотивированными приговоры, а с 2021 года во Франции проводится реформа по передаче дел, подсудных судам присяжных, недавно созданным судам департаментов.

### Суд присяжных от Французской революции до режима Виши
7 апреля 1790 года Максимильен Робеспьер в Учредительном собрании произнес речь о необходимости введения суда присяжных по уголовным и гражданским делам. 30 апреля 1790 года Национальное собрание постановило, что присяжные будут рассматриваться только уголовные дела, и дало поручение конституционному комитету и комитету о преобразовании уголовного судопроизводства разработать соответствующий законопроект. В итоге появились три законопроекта, авторами были Туре, Дюпор и Сийес. Декрет об организации судопроизводства от 16-24 августа 1790 года в пункте 15 статьи 1 указывал: «…уголовные дела будут подлежать суду присяжных; расследования будут производиться публично, и будут установлены пути предания его гласности…».
В том же году было введено кассационное обжалование приговоров присяжных. Декрет об учреждении, составе и полномочиях кассационного трибунала от 27 ноября 1790 года создал суд кассационной инстанции, который мог отменить приговор суда дистрикта (в случае, если выявил бы «нарушение требуемых законом форм» и «явное противоречие с текстом закона») и направить дело на новое судебное рассмотрение. Было указано, что при отмене приговора суда дистрикта суд кассационной инстанции «ни под каким предлогом и ни в каком случае» не должен «рассматривать существо спора».
Конституция Франции от 3 сентября 1791 года предусматривала:
- Присяжные должны устанавливать только фактический состав деяния, а применение закона должны применять профессиональные судьи;
- Запрет обжаловать оправдательный вердикт — «ни одно лицо, оправданное законным составом присяжных, не может быть вновь привлечено к ответственности или подвергнуто обвинению по поводу того же деяния»;
- Единый для Франции кассационный суд был наделён правом рассматривать жалобы на приговоры судов и мог отменить приговор с направлением дела на новое рассмотрение. Причём основанием для отмены могли быть только нарушение «порядка судопроизводства» или «явное нарушение закона».

Декрет от 10 марта 1793 года создал Чрезвычайный трибунал в составе 12 присяжных и 5 профессиональных судей, избираемых Национальным Конвентом. Приговор Чрезвычайного трибунала не подлежал обжалованию.
Конституция Франции от 24 июня 1793 года повторяла об отдельном рассмотрении обстоятельств факта и права и о возможности кассационного обжалования приговоров, постановленных судом присяжных только по формальным основаниям. Эти принципы организации суда присяжных и пересмотра их приговоров были сохранены в Конституции Франции от 22 августа 1795 года.
Уголовно-процессуальный кодекс Франции 1808 года (вступил в силу с 1 января 1811 года) предусматривал:
- При уголовных палатах департаментских апелляционных судов учреждались суды присяжных, состоявшие из трёх профессиональных судей (один из которых был президентом) и коллегии из 12 присяжных. Эти суды выносили приговоры на основании вердиктов;
- Приговор суда присяжных мог быть обжалован в кассационный суд;
- Кассационный суд мог отменить обвинительный приговор по жалобе осуждённого или прокуратуры в связи с «нарушением или несоблюдением некоторых из тех формальностей», неисполнение которых влекло признание приговора недействительным. Основаниями для отмены были: нарушение требований, предъявляемых к присяжным заседателям (например, если присяжный ранее выступил по делу в качестве судебной полиции, свидетеля, переводчика, эксперта или стороны), нарушения при формировании коллегии присяжных заседателей (сообщение подсудимому ранее или позднее однодневного срока списка кандидатов в присяжные заседатели до дня формирования коллегии, лишение сторон права отводов присяжных заседателей), нарушение правил подсудности и «определение судом другого наказания, а не того, которое положено в законе». В случае отмены приговора на основании недействительности по формальным основаниям, кассационный суд направлял дело в другой суд присяжных. В случае отмены приговора в связи с неправильным назначением наказания кассационный суд направлял дело в суд присяжных для постановления нового приговора на основании прежнего решения присяжных;
- Кассационный суд мог по требованию прокурора отменить оправдательный приговор, вынесенный судом присяжных.

Кодекс 1808 года разделил суд присяжных на две коллегии:
- Коллегия коронных судей (от 3 до 7 членов), которая рассматривала вопрос о наказании и решала процессуальные вопросы;
- «Жюри» из 12 присяжных.

Кодекс 1808 года изначально устанавливал, что присяжные только решают вопрос о виновности, но не о мере наказания. Это привело к практике, которая получила название «всемогущества жюри» — присяжные, опасаясь тяжести назначенного судом наказания, выносили оправдательные вердикты при наличии серьёзных доказательств виновности.
28 апреля 1832 года был издан закон, предоставляющий присяжным право объявлять по делам, им подсудным, смягчающие вину обстоятельства. В этом случае суд был обязан понизить наказание одной или двумя степенями, то есть вместо наказания, налагаемого законом, назначить одно из двух наказаний, непосредственно следующих за первым, существенно от него отличающихся. Например, вместо смертной казни суд при наличии обстоятельств, смягчающих вину, обязан приговорить преступника к бессрочной каторге или к каторжным работам на определённый срок.
Закон 9 сентября 1835 года предоставил присяжным право усматривать смягчающие обстоятельства простым большинством голосов. Во Франции XIX — начала XX веков была распространена практика коррекционализации — прокурор с согласия потерпевшего и обвиняемого смягчал обвинение путем изъятия отягчающих обстоятельств. В результате смягчения обвинения дело становилось неподсудным суду присяжных. Например, в деле о краже, совершенной слугой (которая относилась к разряду преступлений), прокурор мог исключить отягчающее обстоятельство — совершение преступления слугой, что переводило инкриминируемое деяние в разряд проступков, подсудных трибуналу полиции исправительной. В уголовном процессе действовало правило о том, что председатель резюмирует доказательства по делу. Однако закон от 19 июня 1881 года запретил это правило, указав следующее:

Президент после завершения дебатов под страхом недействительности не может резюмировать доказательства обвинения и защиты…
5 марта 1932 года был принят закон, возложивший на присяжных обязанность принимать решение о назначении виновному наказания совместно с профессиональными судьями.
Изначально присяжные голосовали открыто. Закон от 9 сентября 1835 года (уточнён законом от 13 мая 1836 года) установил тайное голосование с использованием бюллетеней.

### Реформа суда присяжных при режиме Виши
При режиме Виши была проведена существенная реформа суда присяжных. Закон Правительства Виши от 25 ноября 1941 года (вступил в силу с 1 января 1942 года) ввёл следующие изменения:
- Число присяжных в коллегии было сокращено до 6 человек;
- Установлено, что в совещательной комнате решение принимают совместно профессиональные судьи и присяжные. При этом было запрещено присяжным и судьям покидать совещательную комнату до принятия решения.

Профессиональные судьи получили правом наложить штраф на любого из присяжных, покинувшего совещательную комнату до принятия решения.
Реформа привела к резкому сокращению доли оправдательных приговоров. Если до 1941 года процент оправдательных приговоров составлял 25 %, то после 1941 года этот показатель упал до 9 %.
Французский адвокат Морис Гарсон так оценил реформу суда присяжных, проведённую правительством Виши:

Правительство Виши нанесло смертельный удар по институту присяжных заседателей, который был виновен в том, что был независим и защищал граждан от тирании, не желая выносить обвинительные вердикты когда ему об этом намекали… Правительство Виши не решилось сказать, что присяжные попросту упраздняются, возможно из-за опасения общественного гнева; вместо этого оно очень умело сделало их беспомощными… Фактически после 1941 г. присяжные прекратили свое существование во Франции…
Вместе с тем реформа, проведённая правительством Виши, была предложена ещё до Второй мировой войны. Этот законопроект был предложен в 1938 году и одобрен либеральными юристами Франции.

### Суд присяжных с 1945 года
В 1945 году и в 1958 годах были проведены реформы:
- Число присяжных в коллегии было увеличено сначала до 7 человек (ордонанс от 25 февраля 1945 года[15]), потом до 9 человек;
- Введено требование, что обвинительный приговор может быть вынесен минимум 8 из 12 голосов членов коллегии.

В 1980-е — 1990-е годы ряд законов сократил компетенцию коллегии присяжных. Законы от 21 июля 1982 года (о введении в действие нового Кодекса военной юстиции), от 9 сентября 1986 года (о борьбе с терроризмом) и от 16 декабря 1992 года (о введении в действие нового Уголовного кодекса) привели к тому, что без участия присяжных коллегией из семи профессиональных судей стали рассматриваться следующие военные преступления:
- О воинских преступлениях и проступках, направленных против основных интересов нации;
- О террористических актах;
- О преступных деяниях, связанных с торговлей наркотиками.

Новая волна реформ суда присяжных была связана с практикой ЕСПЧ. В 1988 году Франция ратифицировала протокол № 7 к Европейской конвенции о защите прав человека и основных свобод, который предусматривает право осуждённого на пересмотр приговора вышестоящим судом.
Под давлением ЕСПЧ власти Франции пошли на установление практики апелляционного обжалования приговоров судов с участием присяжных. Закон от 15 июня 2000 года ввёл новую ступень обжалования приговоров судов присяжных — апелляцию. Было установлено, что обвинительный приговор суда присяжных мог быть обжалован осуждённым, прокурором, гражданским истцом и ответчиком (в части гражданского иска) через Кассационный суд Франции в течение 10 дней с момента вынесения приговора. Апелляционным судом выступает другой суд присяжных, назначаемый уголовной палатой Кассационного суда Франции, но в расширенном коллегиальном составе, где производство ведется по правилам суда первой инстанции. Обвинительный приговор апелляционного суда присяжных может быть обжалован в кассационную инстанцию в общем порядке; оправдательные приговоры — только в порядке кассации в интересах закона.
За два года апелляции отменили 5 % обвинительных приговоров. Однако апелляции отменили 57 % процентов оправдательных приговоров, обжалованных обвинением.
Затем ЕСПЧ постановил, что обвиняемые по уголовным делам должны иметь право на мотивированный приговор. После этого в 2011 году во Франции был принят закон, обязывающий присяжных предоставлять обоснование своих вердиктов.
В 2021 году во Франции были созданы департаментские уголовные суды (каждый в составе председателя и 4 заседателей), которые были наделены следующими полномочиями:
- Департаментскому уголовному суду подсудны по первой инстанции уголовные дела совершеннолетних обвиняемых в совершении преступлений, наказуемых пятнадцатью или двадцатью годами лишения свободы, если они совершены не в состоянии юридического рецидива;
- В случае если уголовный суд в ходе или после прений считает, что представленные ему факты представляют собой преступление, наказуемое тридцатью годами лишения свободы или пожизненным заключением, он передает дело в суд присяжных.

Эксперимент по введению департаментских уголовных судов провели в 15 департаментах со сроком завершения к 1 января 2023 года.

## Компетенция суда присяжных

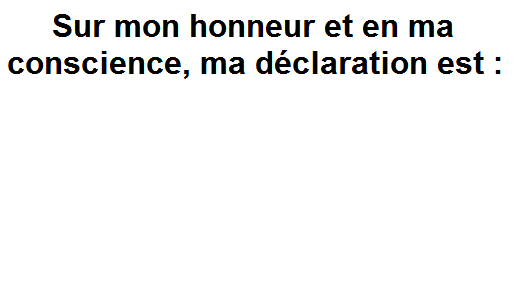
Бюллетень для голосования члена коллегии присяжных

До 2019 года суды присяжных рассматривали по первой инстанции дела, по которым максимальное наказание составляло 10 лет лишения свободы. С 2021 года в порядке реформы у присяжных изъяли дела, по которым максимальное лишение свободы не превышает 30 лет.

## Обжалование приговора суда присяжных
Уголовно-процессуальный кодекс Франции 1958 года установил такой порядок обжалования приговора суда присяжных:
- Жалобу может подать прокурор или сторона, интересам которой нанесён ущерб в течение 5 дней со дня вынесения приговора;
- Основания для кассационного обжалования — незаконный состав суда, вынесшего решение, отсутствие в судебном заседании представителя прокуратуры, превышение судом своих процессуальных полномочий (например, суд не принял к рассмотрению или отказал в рассмотрении одно или несколько заявленных сторонами ходатайств), нарушение уголовно-процессуального закона, если они влекут согласно закону недействительность соответствующих процессуальных действий, неправильное применение норм уголовного права (но если наказание, назначенное судом, соответствует наказанию, предусмотренному законом за совершение деяния такого рода, ошибочная ссылка на другую норму уголовного закона не может служить основанием обжалования приговора);
- Жалоба рассматривается кассационным судом, который в случае отмены приговора по мотивам несоответствия закону направляет дело на повторное рассмотрение в другой суд или в тот же суд, но в другом составе;
- Оправдательный приговор суда присяжных может быть обжалован в кассационном порядке только в интересах закона без ухудшения положения оправданной по суду стороны. Кассация в интересах закона имеет своей целью не пересмотр вступившего в законную силу приговора, который непоколебим, а получение толкования закона вышестоящим судом на будущее время;
- Постановление суда о результатах рассмотрения гражданского иска может быть обжалованы сторонами в кассационную инстанцию в общем порядке независимо от того, какой был вынесен вердикт.

В 2000 году было также установлено, что приговор суда присяжных может быть обжалован в апелляционный суд присяжных.

## Статистика
| Год  | Число решений, вынесенных судами присяжных по первой инстанции | Число решений, вынесенных апелляционными судами присяжных | Число решений, вынесенных всеми судами присяжных |
| ---- | -------------------------------------------------------------- | --------------------------------------------------------- | ------------------------------------------------ |
| 2021 | 1757                                                           | 203                                                       | 1 960                                            |
| 2020 | 587                                                            | 178                                                       | 765                                              |
| 2019 | 1144                                                           | 549                                                       | 1 693                                            |
| 2018 | 2393                                                           | 539                                                       | 2 932                                            |
| 2017 | 2716                                                           | 548                                                       | 3 264                                            |
| 2016 | 2744                                                           | 536                                                       | 3 280                                            |
| 2015 | 2549                                                           | 455                                                       | 3 004                                            |
| 2014 | 2561                                                           | 471                                                       | 3 032                                            |
| 2013 | 2856                                                           | 570                                                       | 3 426                                            |
| 2012 | 3006                                                           | 480                                                       | 3 486                                            |
| 2011 | 1968                                                           | 361                                                       | 2 329                                            |
| 2010 | 2035                                                           | 467                                                       | 2 502                                            |
| 2009 | 2172                                                           | 487                                                       | 2 659                                            |
| 2008 | 2314                                                           | 381                                                       | 2 695                                            |
| 2007 | 2447                                                           | 430                                                       | 2 877                                            |
| 2006 | 2516                                                           | 453                                                       | 2 969                                            |
| 2005 | 2588                                                           | 396                                                       | 2 984                                            |